# Гераклея Минойская
Гераклея Минойская (итал. Eraclea Minoa, древнегреч. Ἡράκλεια Μινῴα; лат. Heraclea) — древнегреческая колония на юго-западе Сицилии, согласно Геродоту, основанная жителями Селинунта и называвшаяся Минойя.
С 1950 года руины города являются местом археологических раскопок в коммуне Каттолика-Эраклея, в провинции Агридженто.

## Этимология названия
Название города состоит из двух частей. Это связано с двумя легендами о его происхождении. По одной из них, город основал Геракл, который, одержав победу в кулачном бою над местным героем Эриксом, получил во владение всю западную часть острова Сицилия. По другой, 
Минос, царь Крита, преследовавший Дедала, чтобы наказать его за помощь Ариадне и Тесею, был убит в этих местах дочерьми Кокала, правителя сиканов.

## История
В конце VI века до нашей эры Гераклея Минойская попала под власть Акрагаса, другой древнегреческой колонии на Сицилии. В 409 году до нашей эры в ходе Греко-пунических войн эта территория перешла под контроль Карфагена. Вдоль реки Платани проходила граница между территориями под контролем Карфагена и Сиракуз. В III веке до нашей эры Герклея Минойская была завоёвана Древним Римом.
Город упоминается Цицероном в его речи «Против Верреса», но уже в первой половине I века до нашей эры, вследствие восстания рабов, город был покинут местными жителями. Это подтверждают данные, полученные в ходе археологических раскопок.